# Peintre de la Fonderie
Le peintre de la Fonderie est le nom de convention d'un peintre anonyme de vases attiques à figures rouges grec ancien actif pendant la période archaïque tardive. Son  nom conventionnel est dérivé de l'œuvre la Coupe de la Fonderie conservée au Altes Museum de Berlin.
Le peintre de fonderie était actif dans le premier tiers du Ve siècle av. J.-C. Il peignait principalement des coupes à boire. Certaines de ses œuvres sont réalisées selon la technique du fond blanc.
Avec d'autres peintres de vases notables come le peintre de Briséis ou le peintre de Dokimasie, le peintre de la Fonderie était actif dans l'atelier du peintre de Brygos,  l'un des plus importants peintres de vases à figures rouges de l'Archaïque tardif et collaboré avec Onésime. Moins productif, son style et sa gamme de sujets sont similaires de ceux du peintre de Brygos, qui semble avoir eu une forte influence sur tous ses collaborateurs. Néanmoins, le style du peintre de la Fonderie diffère. Contrairement à ses contemporains, ses personnages semblent plus lourds, leurs visages plus schématiques. Ses personnages sont  parfois représentés avec humour. On y trouve des personnages tels que des amoureux,  hétaïres rondelets et des fêtards. Il a également  représenté les poils du corps et la musculature et a expérimenté l'ombrage. John Beazley juge ses œuvres comme puissantes, parfois même brutes.
Un de ses vases  exposé au Musée de l'olive et de l'huile de Torgiano représente un sculpteur au travail, observé par la déesse Athéna.

## Galerie

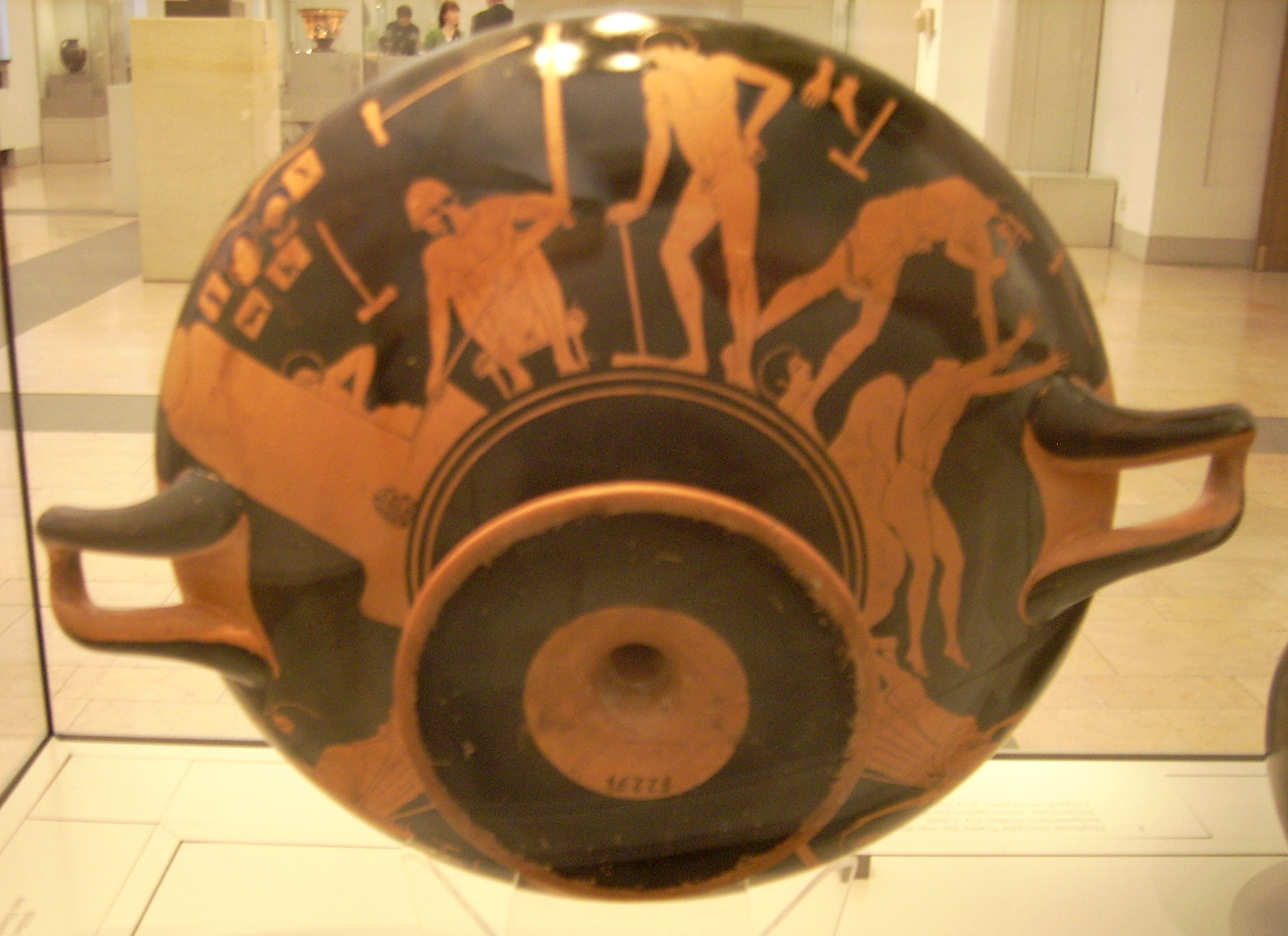
La Coupe de la Fonderie de Berlin.
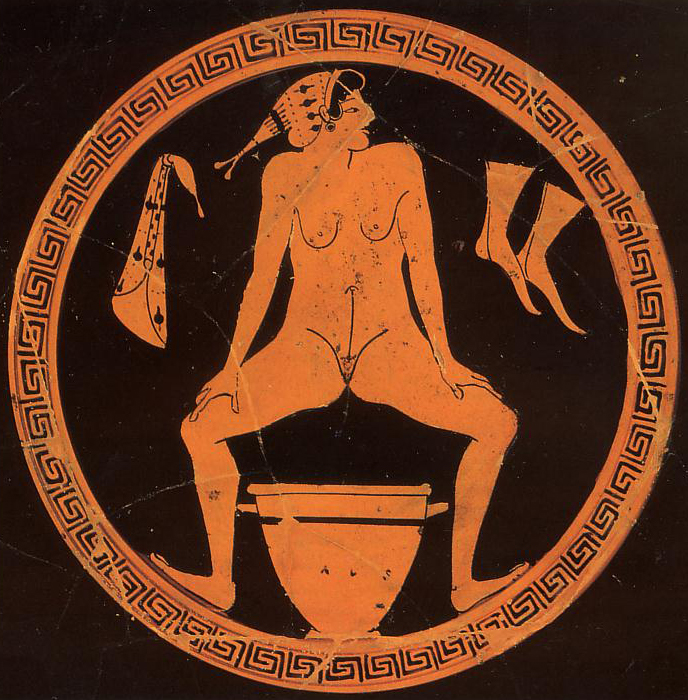
Hétaïre urinant dans un récipient, tondo d'un kylix « dans le style du Peintre de la Fonderie » 480 av. J.-C. Berlin, collection d'antiquités.
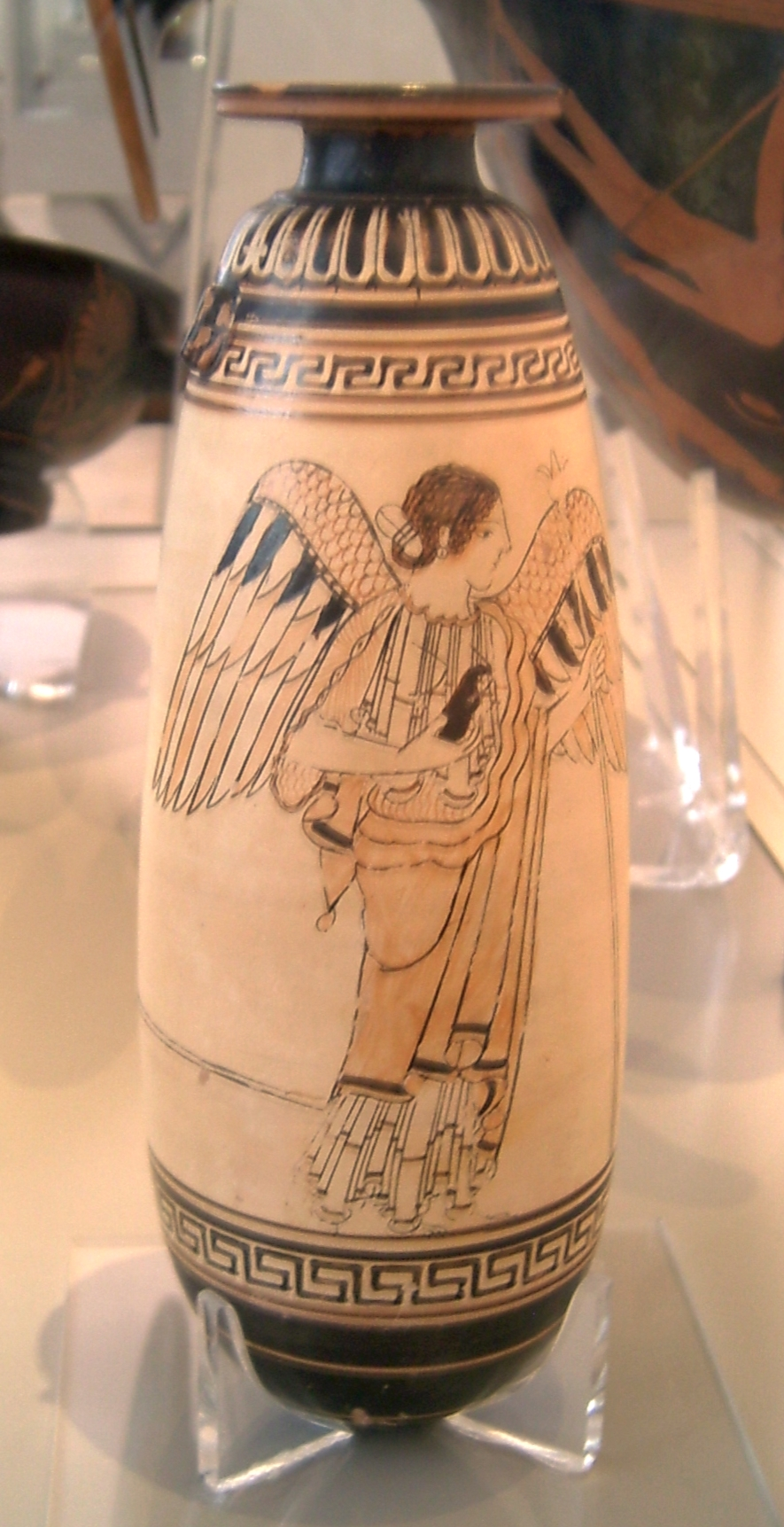
Niké et un athlète sur un alabastre à fond blanc, de l'école du Peintre Fondeur, vers 480 av. J.-C., trouvé à Tanagra, Berlin, Antikensammlung.
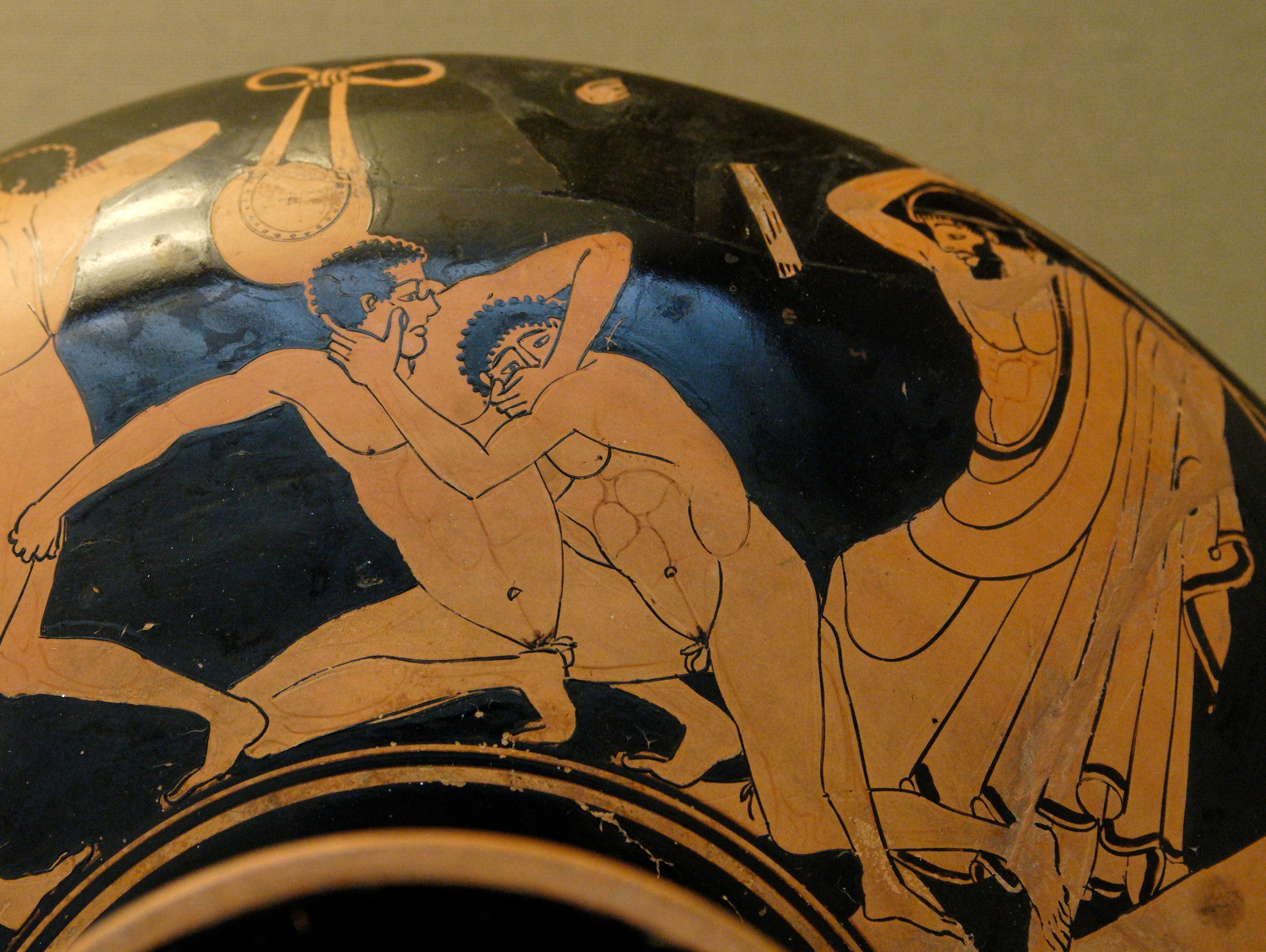
Lutteurs de pancrace sur un kylix, 480 av. J.-C., Londres, British Museum.